# Aristonoos
Aristonoos oder Aristonous (altgriechisch Ἀριστόνοος Aristónoos oder Ἀριστόνους Aristónous, die Lesung ist unsicher) ist in der griechischen Mythologie einer der 50 Söhne des Aigyptos, des Zwillingsbruders von Danaos, und zählt daher zu den Aigyptiaden. 
Laut der schlecht überlieferten, unvollständigen Liste mit 47 von 50 Danaidenpaarungen in den Fabulae des Hyginus Mythographus wurde er von seiner Gemahlin Celaeno (Palaino?) in der Hochzeitsnacht getötet.